# George Selgin
George A. Selgin, född 1957, är professor i nationalekonomi vid Terry College of Business, University of Georgia. Selgin är även senior fellow vid Cato institutet i Washington DC och biträdande redaktör för Econ Journal Watch. Tidigare har han arbetat som lärare vid George Mason University, University of Hong Kong samt West Virginia University. Selgins forskningsområde rör bankhistorik och bankteori samt makroekonomi. Han är en av grundarna till Modern Free Banking School, vilket är en ekonomisk skola som inspireras av Friedrich Hayeks teorier om denationalisering av pengar och fritt val av valutor. Selgin är också känd för sin forskning om myntning, särskilt den privata myntningen under den industriella revolutionen i Storbritannien och Greshams lag. 

## Utbildning
- New York University Ph.D. 1986
- Drew University B.A. 1979

## Böcker
- ISBN 978-0-472-11631-7 Good Money: Birmingham Button Makers, the Royal Mint, and the Beginnings of Modern Coinage (2008)
- ISBN 0-415-14056-0 Bank Deregulation and Monetary Order (1996)
- ISBN 0-255-36402-4 Less Than Zero: The Case for a Falling Price Level in a Growing Economy (1997)
- ISBN 0-536-58930-5 Readings in Money and Banking (1995)
- ISBN 0-8476-7578-5 The Theory of Free Banking: Money Supply under Competitive Note Issue (1988)